# Herman Charles Bosman
Pour les articles homonymes, voir Bosman.
Herman Charles Bosman, né le 3 février 1905 et mort le 14 octobre 1951, est un écrivain et journaliste d'Afrique du Sud, issu de la communauté afrikaner. 
Son œuvre, rédigé avec un vocabulaire anglais teinté d'afrikaans, se concentre sur la description du monde rural afrikaner du début du XXe siècle et se caractérise par un sens aigu de l’ironie, associé à un humour caustique. La plupart de ses récits, qui ont un arrière-plan historique comme la seconde guerre des Boers, les rivalités entre Blancs et Noirs ou entre Afrikaners et Anglo-sud-africains, sont marqués par des dénouements brefs et inattendus. 

## Biographie
Charles Bosman est né en 1905 à Kuils River près de la ville du Cap. Il passe son enfance à Johannesbourg dans le Transvaal. Il participe au journal de son lycée de Kensington (en) et à l'âge de seize ans, rédige des petites nouvelles amusantes pour le journal du dimanche, le Sunday Times. 
Il poursuit des études supérieures à l'université du Witwatersrand puis devient enseignant dans le district de Groot Marico dans une école de langue afrikaans. Cet environnement lui inspire le décor de plusieurs de ses nouvelles et récits comme Oom Schalk Lourens et Voorkamer.
Durant les vacances scolaires de 1926, il tue accidentellement son beau-frère d'un coup de fusil lors d'une dispute. Il est condamné à mort et interné dans le couloir de la mort de la prison centrale de Pretoria. Sa peine est finalement commuée à dix ans de prison lors d'une nouvelle audience et en 1930, il est libéré sur parole après avoir purgé la moitié de sa peine. Il tire de cette expérience le roman Cold Stone Jug.
Il se lance alors dans l'édition à Johannesbourg et publie des poètes et des écrivains. Il voyage pendant neuf ans à travers le monde, passant une grande partie de son temps en Grande-Bretagne où il écrit La Route de Mafeking. 
Au début de la Seconde Guerre mondiale, il rentre en Afrique du Sud et traduit une partie des poèmes de Omar Khayyam en Afrikaans. Il se désole encore que la ville de Johannesbourg ne respecte pas son patrimoine historique lors de la destruction du Standard Theatre tout comme elle ne l'avait pas fait en détruisant les premières constructions de l'époque des pionniers de la fin des années 1880. 
Il se marie avec Ella Manson et le couple vit pendant quelque temps de façon bohème. Ils auront un enfant.
En 1947, il publie son premier recueil de nouvelles La Route de Mafeking. 
Le 14 octobre 1951, à la suite d'une pendaison de crémaillère, il est admis à l'hôpital d'Edenvale. Il décède quelques heures après son retour chez lui et est enterré au cimetière Westpark de Westdene.
Seulement 3 de ses récits ont été publiés lors de son vivant : La Route de Mafeking, Jacaranda in the Night et Cold Stone Jug.

## Œuvre littéraire et compilations
- Mafeking Road & Other Stories (1947)  (ISBN 0-7981-3902-1) Human & Rousseau, nouvelles traduites de l’afrikaans et de l’anglais et préfacées par Olivier Bourgois, Albin Michel, 1993, 214 p
  - dont Le Rooinek (1931), traduit de l’anglais par Jean Sévry, dans Afrique du Sud. Ségrégation et littérature, 1989
- Rubaijat van Omar Khajjam (1948) Colin Reed-McDonald
- Cold Stone Jug (1949)  (ISBN 0-7981-3981-1) Human & Rousseau
- Veld-trails and pavements (1949) avec Carel Bredell Afrikaanse Pers-Boekhandel
- Cask of Jerepigo (1957) Central News Agency
- Unto dust (1963) publié par Lionel Abrahams  (ISBN 0-7981-1501-7) Anthony Blond
- Bosman at his best: nouvelles et sketches (1965) publiés par Lionel Abrahams  (ISBN 0-7981-0249-7) Human & Rousseau
- Bosman's Johannesburg (1986) edited by Stephen Gray  (ISBN 0-7981-2001-0) Human & Rousseau
- Ramoutsa Road (1987)  (ISBN 0-86852-130-2) Ad. Donker
- A Bekkersdal marathon (1971)  (ISBN 0-7981-0030-3) Human & Rousseau
- The Earth is Waiting (1974)
- Willemsdorp (1977)  (ISBN 0-7981-3901-3) Human & Rousseau
- Almost Forgotten Stories (1979)  (ISBN 0-86978-167-7) H. Timmins
- Selected Stories (1980) publié par Stephen Gray  (ISBN 0-7981-1031-7) Human & Rousseau
- The Collected Works of Herman Charles Bosman (1981) edited by Lionel Abrahams  (ISBN 0-86850-029-1) Jonathan Ball
- The Bosman I like (1981) publié par Patrick Mynhardt  (ISBN 0-7981-1179-8) Human & Rousseau
- Death Hath Eloquence (1981)  (ISBN 0-86984-189-0) Christelike Uitgewersmaatskappy
- Uncollected essays (1981)  (ISBN 0-86978-167-7) Timmins
- The Illustrated Bosman (1985)  (ISBN 0-86850-112-3) Jonathan Ball
- Makapan's cave and other stories (1987) publié par Stephen Gray  (ISBN 0-14-009262-5) Penguin Books
- A Bosman Treasury (1991) edited by Ian Lusted  (ISBN 0-7981-2830-5) Human & Rousseau
- Jurie Steyn's Post Office (1991)  (ISBN 0-7981-2903-4) Human & Rousseau
- Herman Charles Bosman : the prose juvenilia (1998) publié par M.C. Andersen  (ISBN 1-86888-049-4) University of South Africa
- Idle talk : voorkamer stories (1999) publié par Craig MacKenzie  (ISBN 0-7981-3982-X) Human & Rousseau
- Old Transvaal Stories (2000) publié par Craig MacKenzie  (ISBN 0-7981-4085-2) Human & Rousseau
- The Rooinek and Other Boer War Stories (2000) publié par Craig MacKenzie  (ISBN 0-7981-4031-3) Human & Rousseau
- Jacaranda in the Night (2000)  (ISBN 0-7981-4084-4) Human & Rousseau
- Best of Bosman (2001) publié par  Stephen Gray and Craig MacKenzie  (ISBN 0-7981-4203-0) Human & Rousseau
- Seed-Time and Harvest, and Other Stories (2001) publié par Craig MacKenzie  (ISBN 0-7981-4186-7) Human & Rousseau
- Verborge skatte : Herman Charles Bosman in/on Afrikaans (2001) publié par Leon de Kock  (ISBN 0-7981-4185-9) Human & Rousseau

## Pièce de théâtre
- Cold Stone Jug (1982) adapté par Barney Simon  (ISBN 0-7981-1309-X) Human & Rousseau